# Liên hoan phim Thế giới Montreal
Liên hoan phim Thế giới Montreal (Tiếng Anh: Montreal World Film Festival, tiếng Pháp: Festival des Films du Monde, viết tắt là: WFF) được thành lập vào năm 1977 là Liên Hoan Phim cạnh tranh lớn nhất tại Cannada tổ chức tại thành phố Montreal ở Quebec vào cuối tháng 8 hàng năm. Đây là liên hoan phim cạnh tranh duy nhất ở Bắc Mỹ được công nhận bởi FIAPF (Liên đoàn các nhà sản xuất phim quốc tế). Liên hoan phim đã bị hủy bỏ vào năm 2019 và không còn tồn tại.

## Lịch sử

### Hình thành
Liên hoan phim được thành lập bởi Serge Losique vào năm 1977 và chính thức lần đầu tiên được tổ chức vào năm 1978.

## Cơ cấu

### Giải thưởng
- Grand Prix des Amériques (giải Grand Prix của châu Mỹ)
- Special Grand Prix of the jury (Grand Prix đặc biệt của ban giám khảo)
- Best Director (Đạo diễn xuất sắc nhất)
- Best Actress (Nữ diễn viên xuất sắc nhất)
- Best Actor (Nam diễn viên xuất sắc nhất)
- Best Screenplay (Kịch bản xuất sắc nhất)
- Best Artistic Contribution (Đóng góp nghệ thuật xuất sắc nhất)
- Innovation Award (Giải thưởng sáng tạo)
- Zenith Award for The Best First Fiction Feature Film (Giải Zenith cho Phim truyện viễn tưởng hay nhất)
- Short Films - 1st Prize and Jury Prize (Phim ngắn - Giải nhất và Giải của Ban giám khảo)

Ngoài ra công chúng sẽ bình chọn cho những bộ phim mà họ thích nhất ở các hạng mục khác nhau:
- People's Choice Award  (Giải thưởng do Nhân dân bình chọn)
- Award for the Most Popular Canadian Film (Giải thưởng cho phim Canada được yêu thích nhất)
- Glauber Rocha Award for the Best Film from Latin America (Giải thưởng Glauber Rocha cho Phim hay nhất của Mỹ Latinh)
- Best Documentary Film Award (Giải Phim tài liệu hay nhất)
- Best Canadian Short Film Award. (Giải Phim ngắn Canada hay nhất)